# Willowsia platani
Willowsia platani är en urinsektsart som först beskrevs av Hercule Nicolet 1842.  Willowsia platani ingår i släktet Willowsia och familjen brokhoppstjärtar. Arten är reproducerande i Sverige. Inga underarter finns listade i Catalogue of Life.